# Naoki Ogawa
Naoki Ogawa (født 3. juli 1995) er en japansk fodboldspiller.
Han har spillet for flere forskellige klubber i sin karriere, herunder Gamba Osaka og Fujieda MYFC.